# Moulard
Moulard est le nom du héros d'un feuilleton d'humour imaginé en 1999 par Mouloud Akkouche, Michel Chevron et Jean-Jacques Reboux, et publié par les Éditions de l'Aube en 2000-2001 et c'est aussi le nom de ce roman-feuilleton.

## L'origine
Le nom Moulard est né à la suite d'une coquille dans un article du quotidien Ouest-France. L'écrivain Mouloud Akkouche, de passage à la médiathèque de Pordic, était devenu Moulard Akkarche.
Moulard, le personnage principal du roman-feuilleton éponyme, est en fait un anti-héros, obèse et vivant du RMI.

## Le feuilleton
Le projet est ambitieux, le feuilleton est vendu comme étant « le premier feuilleton du troisième millénaire »,. Chaque roman a été écrit par un auteur différent. Prévue pour 22 épisodes, la série s'est arrêtée au bout de 6 titres :
1. Pour l'amour de Pénélope[5] de Jean-Jacques Reboux, 2000
2. Le Pied dans la citrouille de Yves Bulteau, 2000
3. Pas de caviar pour Moulard de Catherine Fradier, 2000
4. Salade de Rotules de Laurent Fétis, 2000
5. L'Art du mou de Élise Fugler, 2000
6. La Troménie des abeilles[6] de Michel Pelé et Frédéric Prilleux, 2001

Les auteurs dont les titres étaient déjà écrits lors de l'interruption du feuilleton sont Sylvie Rouch, Michel Chevron, Dominique Renaud, Anne Matalon et Pierre Filoche.